# Франческо Корнаро
Франческо Корнаро (італ. Francesco Cornaro) — 101-й венеційський дож з 17 травня до 5 червня 1656 року.

## Біографія
Належав до старовинної патриціанської родини. Четвертий син дожа Джованні I Корнаро та К'яри Дельфіно. Народився 1585 року. 25 лютого 1609 року Франческо Корнаро пошлюбив Андріану Пріулі, доньку дожа Антоніо Пріулі. 1615 року стає камерленгом комуни. 1618 року призначається проведитором, що відповідав за оподаткування з лондонських купців, а потім проведитором з податків та зборів. У 1619 році стає членом Сенату, а у 1622—1624 роках знову був у складі цього державного органу.
1625 року разом з братами Джордже і Альвізе виступав проти обрання батька дожем, оскільки за законом мав залишити посаду сенатора. Втім 1626 року його знову обрали до Сенату. Відповідно до заповіту батька 1629 року йому було надано 1 тис. дукатів щорічно протягом 20 років.
1630 року знову став сенатором, у 1630—1631 роках був капо (головою) сестьєре Сан-Поло, де перш за все боровся з епідемією чуми. У 1631—1633 роках був у складі дзонти Сенату. У 1632—1634 роках очолював монетний двір. У 1634—1636 роках був на посаді подести Брешії, де намагався боротися з місцевими бандами. Він також займався видобутком селітри, яка мала центральне значення для виробництва пороху. 1636 року провів перепис духовенства, що дозволило стягнути десятину у 100 тис. лір. У 1636—1637 роках був проведитором, що відповідав за управління обов'язковими позиками, які використовувалися для фінансування воєнних витрат або задоволення потреб покупців пшениці. 1637 року увійшов до Малої ради, 1638 року — Ради десяти.
У 1640 і 1641 роках відповідав за поповнення монетного двору. В наступні роки входив до Сенату та його дзонти. 1642 року стає екзекутором (борцем) з богохульством. У 1644—1646 роках обіймав посаду проведитора, що мав нагляд за жіночими монастирями. 1645 року знову засідав у Раді десяти, був сенатором з 1646 по 1648 рік та з 1650 по 1655 рік. 1643 року був відповідальним за Падуанський університет, а 1655 року — відповідав за водні шляхи у Венеційській лагуні.
Вважалося, що його ніколи не оберуть дожем. Після смерті Карло Контаріні 1 травня 1656 року, Франческо Корнаро було обрано дожем 17 травня цього року, але помер через кілька тижнів від стійкої лихоманки 5 червня 1656 року. Його поховано у церкві Сан-Ніколо да Толентіно.
В шлюбі з Андріаною Пріулі народилося дев'ятеро дітей, з них три доньки: К'яра, Гелена, Лукреція; шість синів: Джованні, Джорджіо, Федеріко, Маркантоніо, Марко та Альвізе. Він також взяв під свою опіку небогу Корнелію, доньку свого брата Джорджо.